# Lacrosse a nyári olimpiai játékokon
A lacrosse a nyári olimpiai játékok történetében kétszer, 1904-ben és 1908-ban szerepelt a hivatalos programban. Ezt követően további három alkalommal szerepelt a bemutató sportágak között, legutóbb 1948-ban.

## Versenyszámok
• = hivatalos verseny
(b) = bemutató verseny
| Versenyszám | 96 | 00 | 04 | 08 | 12 | 20 | 24 | 28  | 32  | 36 | 48  | 1952–2012 | Évek |
| ----------- | -- | -- | -- | -- | -- | -- | -- | --- | --- | -- | --- | --------- | ---- |
| Férfi       |    |    | •  | •  |    |    |    | (b) | (b) |    | (b) |           | 2    |

## Éremtáblázat
| A nyári olimpiai játékok összesített éremtáblázata lacrosse-ban | A nyári olimpiai játékok összesített éremtáblázata lacrosse-ban | A nyári olimpiai játékok összesített éremtáblázata lacrosse-ban | A nyári olimpiai játékok összesített éremtáblázata lacrosse-ban | A nyári olimpiai játékok összesített éremtáblázata lacrosse-ban | Olimpia  |
| --------------------------------------------------------------- | --------------------------------------------------------------- | --------------------------------------------------------------- | --------------------------------------------------------------- | --------------------------------------------------------------- | -------- |
|                                                                 | Ország                                                          | Arany                                                           | Ezüst                                                           | Bronz                                                           | Összesen |
| 1.                                                              | Kanada (CAN)                                                    | 2                                                               | 0                                                               | 1                                                               | 3        |
|                                                                 |                                                                 |                                                                 |                                                                 |                                                                 |          |
| 2.                                                              | Nagy-Britannia (GBR)                                            | 0                                                               | 1                                                               | 0                                                               | 1        |
|                                                                 | Egyesült Államok (USA)                                          | 0                                                               | 1                                                               | 0                                                               | 1        |
|                                                                 |                                                                 |                                                                 |                                                                 |                                                                 |          |
| Összesen                                                        | Összesen                                                        | 2                                                               | 2                                                               | 1                                                               | 5        |

## Részt vevő nemzetek
1904
-  Kanada (CAN) (két csapattal)
-  Egyesült Államok (USA)

1908
-  Kanada (CAN)
-  Nagy-Britannia (GBR)

1928 (bemutató)
-  Kanada (CAN)
-  Nagy-Britannia (GBR)
-  Egyesült Államok (USA)

1932 (bemutató)
-  Kanada (CAN)
-  Egyesült Államok (USA)

1948 (bemutató)
-  Nagy-Britannia (GBR)
-  Egyesült Államok (USA)